# 斑鸠菊
斑鸠菊（学名：Vernonia esculenta）为菊科班鸠菊属的植物，是中国的特有植物。分布于中国大陆的云南、广西、贵州、四川等地，生长于海拔1,000米至2,700米的地区，多生于草坡灌丛、山坡阳处、山谷疏林和林缘，目前尚未由人工引种栽培。

## 别名
鸡菊花、大藤菊（广西） 火烧叶、火烫叶、火炭树（云南）